# Nu är syndens boja krossad
Nu är syndens boja krossad är en sång med text av Elisha Albright Hoffman. Melodin komponerad av B. C. Oyler. Texten översattes till svenska 1914.

## Publicerad i
- Fridstoner 1926 som nr 32 under rubriken "Böne- och lovsånger".
- Frälsningsarméns sångbok 1929 som nr 327 under rubriken "Jubel, erfarenhet och vittnesbörd".
- Musik till Frälsningsarméns sångbok 1930 som nr 327.
- Segertoner 1930 som nr 37.
- Segertoner 1960 som nr 37.
- Frälsningsarméns sångbok 1968 som nr 328 under rubriken "Det Kristna Livet - Jubel och tacksägelse".
- Segertoner 1988 som nr 571 under rubriken "Att leva av tro - Glädje - tacksamhet".[1]
- Frälsningsarméns sångbok 1990 som nr 510 under rubriken "Lovsång, tillbedjan och tacksägelse".

### Fotnoter
1. 1 2  Heinerborg, Karl-Erik; Lennart Jernestrand (1988). Segertoner melodisångbok. Stockholm: Förlaget Filadelfia. Libris 911558